# Décembre 1790

## Événements
- 2 décembre : entrée des troupes autrichiennes à Bruxelles[1].

- 4 décembre, France : Lessart est nommé contrôleur général des finances.

- 10 décembre :
  - L'empereur Léopold ratifie le décret de la Diète de Francfort reconnaissant les droits féodaux des princes allemands dans l'Alsace de souveraineté française.
  - Convention de La Haye mettant fin au troubles en Belgique[1].

- 22 décembre ( 11 décembre du calendrier julien) : Alexandre Souvorov s'empare de la forteresse turque réputée imprenable d'Izmaïl sur le Danube[2]. Un massacre d'une partie de la population s'ensuit. Grigori Potemkine occupe la Bessarabie.

## Naissances
- 16 décembre : Léopold Ier de Saxe-Cobourg-Gotha, premier roi des Belges.
- 19 décembre : William Edward Parry († 1855), explorateur britannique de l'Arctique.
- 23 décembre : Jean-François Champollion (mort en 1832), égyptologue français, déchiffreur des hiéroglyphes.